# Đội xung phong
Đội xung phong (tiếng Trung: 衝鋒隊: 怒火街頭, tiếng Anh: Big Bullet, Hán-Việt: Xung phong đội: Nộ hỏa nhai đầu) là một bộ phim thuộc thể loại hành động - hình sự của Hồng Kông ra mắt năm 1996 do Trần Mộc Thắng làm đạo diễn, sản xuất kiêm viết kịch bản. Tác phẩm chính thức ra rạp vào ngày 26 tháng 7 năm 1996 ở Hồng Kông, với sự tham gia của các diễn viên gồm Lưu Thanh Vân, Trần Tiểu Xuân, Lý Ỷ Hồng, Trương Đạt Minh, Ngô Trấn Vũ, Lâm Thượng Nghĩa, Huỳnh Thu Sinh và Vu Vinh Quang. 
Bộ phim dù chỉ thu về hơn $9.7 triệu sau buổi công chiếu tại rạp, nhưng được các nhà phê bình và khán giả đánh giá rất cao nhờ màn trình diễn xuất sắc của Lưu Thanh Vân và cách Trần Mộc Thắng đạo diễn bộ phim. Bộ phim đoạt giải Dựng phim xuất sắc nhất tại hai buổi lễ trao giải Giải thưởng điện ảnh Hồng Kông lần thứ 16 và giải Kim Mã năm 1996, ngoài ra cũng tại buổi lễ đó, bản thân đạo diễn họ Trần lần đầu tiên được đề cử ở hạng mục Đạo diễn xuất sắc nhất và Phim truyện hay nhất, nhưng cả hai đều rơi vào tay tác phẩm Điềm mật mật của đạo diễn Trần Khả Tân.

## Diễn viên
- Lưu Thanh Vân trong vai Chu Hoa Biểu
- Trần Tiểu Xuân trong vai Tiêu Thế Hùng
- Lý Ỷ Hồng trong vai Apple
- Trương Đạt Minh trong vai Mạch Đâu (Matt)
- Ngô Trấn Vũ trong vai Dương Trí Long
- Lâm Thượng Nghĩa trong vai Thái Đan
- Huỳnh Thu Sinh trong vai Tiểu Điểu
- Vu Vinh Quang trong vai Giáo thụ (Giáo sư)[3][4]

## Giải thưởng

### Giải thưởng điện ảnh Hồng Kông lần thứ 16
- Đề cử: Phim truyện hay nhất, Đạo diễn xuất sắc nhất (Trần Mộc Thắng), Nam diễn viên chính xuất sắc nhất (Lưu Thanh Vân), Nam diễn viên phụ xuất sắc nhất (Trần Tiểu Xuân), Nữ diễn viên phụ xuất sắc nhất (Lý Ỷ Hồng), Quay phim xuất sắc nhất (Hoàng Nhạc Thái), Chỉ đạo võ thuật xuất sắc nhất (Mã Ngọc Thành), Nhạc phim hay nhất (Kim Bồi Đạt)
- Đoạt giải: Dựng phim xuất sắc nhất (Trương Diệu Tôn, Trương Gia Huy)

### Giải Kim Mã
- Đề cử: Chỉ đạo võ thuật xuất sắc nhất (Mã Ngọc Thành)
- Đoạt giải: Dựng phim xuất sắc nhất (Trương Diệu Tôn, Trương Gia Huy)